# Frankenstein '80
Frankenstein '80 è un film horror fantascientifico del 1972 scritto e diretto da Mario Mancini.
È un libero riadattamento del romanzo Frankenstein di Mary Shelley, con un'ambientazione contemporanea.
Il titolo è un richiamo al più celebre film statunitense Frankenstein 1970 del 1958 (benché il film italiano non ne costituisca un seguito).

## Trama
Di giorno, il dottor Otto Frankenstein lavora innocentemente nel suo laboratorio, mentre di notte lavora per perfezionare Mosaico, una creatura mostruosa assemblata con pezzi di cadaveri, proseguendo gli studi del suo celebre avo.

Il dottor Frankenstein tenta di fermare Mosaico

Per prevenire le crisi da rigetto, il dott. Frankenstein ruba al professor Schwarz un siero antilinfocitario inventato da quest'ultimo, sottraendolo a una donna che è convalescente da un delicato intervento al cuore. L'ispettore Schneider della polizia indaga e il giornalista Karl Schein, fratello della donna, inizia a sua volta a investigare, indirizzando i suoi sospetti sul dottor Frankenstein, ma senza riuscire a trovare prove a suo carico.
Il colosso fugge dal laboratorio, animato da una furia omicida. Mosaico giunge al vicino villaggio spargendo il terrore al suo passaggio e rapisce la giovane nipote dello scienziato, il quale rimane ucciso mentre tenta di fermarlo. L'ispettore e il giornalista si adoperano per bloccare la furia di Mosaico, che sta per uccidere anche la giovane donna, quando gli effetti del farmaco si esauriscono, causando la fine del mostro.

## Produzione
Il film fu una produzione italiana a basso costo. I trucchi del mostro sono firmati da Carlo Rambaldi.
Fu girato, per quanto ambientato in Franconia, solo tra Roma e dintorni.

## Distribuzione
Il film fu distribuito in Italia per la prima volta il 12 dicembre 1972.
La pellicola è entrata nel pubblico dominio negli Stati Uniti.
È conosciuto anche con i titoli Mosaic e Mosaico.

## Critica
Fantafilm scrive che è una "Mediocre rielaborazione del racconto di Mary Shelley al quale l'ex operatore Mario Mancini (Eva, la Venere selvaggia), qui in veste di regista e co-sceneggiatore, si sforza di attribuire una patina di credibilità scientifica" e che "Gli attori [...] appaiono sottotono e neppure l'apparizione dell'esordiente Dalila Di Lazzaro [...], né il make-up di Carlo Rambaldi, servono a salvare il film dall'oblio."